# Port de la Lune
Port de la Lune (Cảng Mặt Trăng) là tên được gọi của cảng Bordeaux kể từ thời Trung Cổ. Sở dĩ có tên gọi như vậy là vì khúc sông Garonne chảy qua thành phố Bordeaux có dạng như một vầng trăng khuyết. Đây cũng là nguồn gốc cho hình vầng trăng trên huy hiệu của thành phố. Ngày nay, phần này của dòng sông còn được gọi là cảng Bordeaux, phục vụ chủ yếu như là một địa điểm du lịch nổi tiếng. Hoạt động hàng hóa của cảng đã được di rời xuôi dòng trong nhiều năm xuống Bassens, Pauillac, Blaye và Verdon.
Tên Bordeaux, Port de la Lune cũng được sử dụng lại kể từ tháng 6 năm 2007 khi 1.800 hecta khu vực được UNESCO công nhận là Di sản thế giới. Nó bao gồm toàn bộ mặt trước của khu cảng Mặt Trăng với tổng cộng 350 di tích lịch sử trong một khu vực rộng 150 hecta là một trong số những phần cổ kính nhất của thành phố. Khu vực được công nhận chiếm 40% thành phố Bordeaux cùng một vùng đệm rộng 3.725 hecta.
Cảng Mặt Trăng thể hiện kiến trúc đồng nhất Cổ điển và Tân Cổ điển gồm Quảng trường Hoàng gia và nhiều quần thể kiến trúc bố cục do sự phát triển đặc biệt quan trọng của nó trong thời kỳ Lumières và Thuộc địa.

## Hình ảnh

Huy hiệu của thành phố Bordeaux
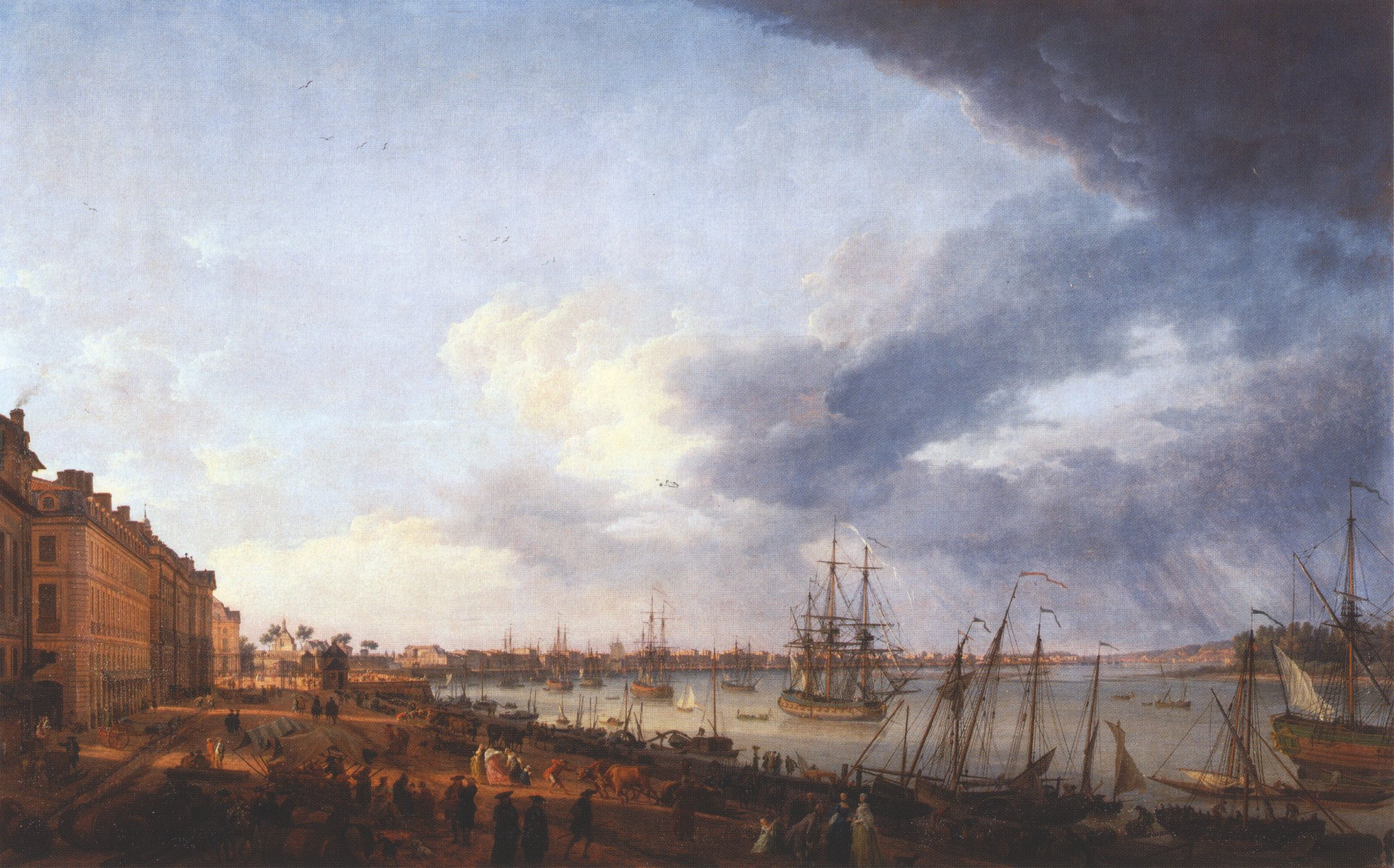
Tranh vẽ cảng Bordeaux thế kỉ 18 của Joseph Vernet